# Scoliocentra caesia
Scoliocentra caesia är en tvåvingeart som först beskrevs av Johann Wilhelm Meigen 1830.  Scoliocentra caesia ingår i släktet Scoliocentra och familjen myllflugor. Arten är reproducerande i Sverige. Inga underarter finns listade i Catalogue of Life.